# Cometa

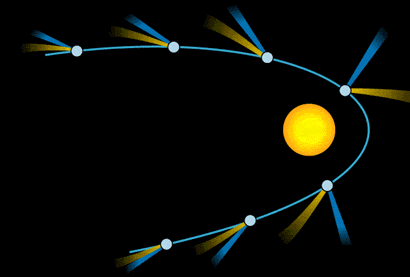
Evoluzione delle code di polveri e di ioni, lungo l'orbita di una cometa. La coda di ioni (blu) è più dritta e rivolta in direzione opposta al Sole, mentre quella di polveri si incurva relativamente al percorso orbitale.

Una cometa è un corpo celeste relativamente piccolo, simile a un asteroide composto da gas ghiacciati (acqua, metano, ammoniaca, anidride carbonica), frammenti di rocce e metalli. Nel sistema solare, le orbite delle comete si estendono oltre quella di Plutone. Le comete che entrano nel sistema interno, e si rendono quindi visibili dalla Terra, sono frequentemente caratterizzate da orbite ellittiche. Sono composte per la maggior parte di sostanze volatili ghiacciate, come biossido di carbonio, metano e acqua, mescolate con aggregati di polvere e vari minerali. La sublimazione delle sostanze volatili quando la cometa è in prossimità del Sole causa la formazione della chioma e della coda.
Si pensa che le comete siano dei residui rimasti dalla condensazione della nebulosa da cui si formò il Sistema Solare: le zone periferiche di tale nebulosa sarebbero state abbastanza fredde da permettere all'acqua di trovarsi in forma solida (invece che come gas). È sbagliato descrivere le comete come asteroidi circondati da ghiaccio: i bordi esterni del disco di accrescimento della nebulosa erano così freddi che i corpi in via di formazione non subirono la differenziazione sperimentata da corpi in orbite più vicine al Sole.

## Origine del nome
Il termine "cometa" viene dal greco κομήτης (kométes), che significa "chiomato", "dotato di chioma", a sua volta derivato da κόμη (kòme), cioè "chioma", "capelli", in quanto gli antichi paragonavano la coda di questi corpi celesti a una lunga capigliatura.

## Caratteristiche fisiche

### Nucleo

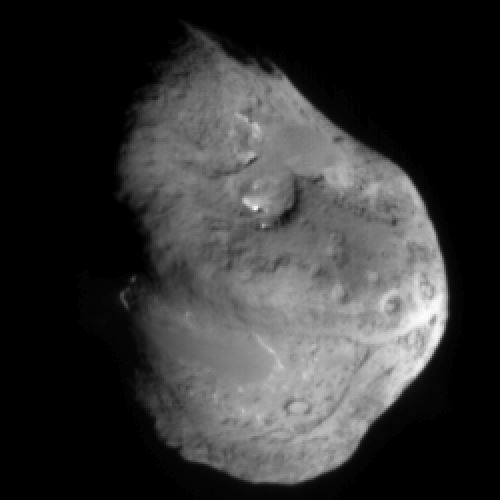
Immagine del nucleo della Cometa Tempel 1 ripresa dal proiettile della Deep Impact. Il nucleo raggiunge circa i 6 km di diametro.

I nuclei cometari possono variare in dimensione dalle centinaia di metri fino a cinquanta e più chilometri e sono composti da roccia, polvere e ghiacci d'acqua e di altre sostanze, comunemente presenti sulla Terra allo stato gassoso, quali monossido di carbonio, anidride carbonica, metano e ammoniaca. Sono spesso chiamate "palle di neve sporca", soprannome dato da Fred Whipple, creatore della teoria cometaria oggi più in voga, sebbene osservazioni recenti hanno rivelato forme irregolari e superfici secche di polveri o rocce, rendendo necessario ipotizzare i ghiacci sotto la crosta. Le comete sono composte inoltre da una varietà di composti organici: oltre ai gas già menzionati, sono presenti metanolo, acido cianidrico, formaldeide, etanolo ed etano e anche, forse, composti chimici dalle molecole più complesse come lunghe catene di idrocarburi e amminoacidi.
Contrariamente a quanto si possa pensare, i nuclei cometari sono tra gli oggetti del Sistema solare più scuri conosciuti: alcuni sono più neri del carbone. La sonda Giotto scoprì che il nucleo della Cometa di Halley riflette circa il 4% della luce con cui viene illuminato, e la sonda Deep Space 1 scoprì che la superficie della cometa Borrelly riflette una percentuale tra il 2,4% e il 3%. Per confronto, il normale asfalto stradale riflette il 7% della luce incidente.
Nel Sistema solare esterno le comete rimangono in uno stato congelato ed è estremamente difficile o impossibile rilevarle dalla Terra a causa delle loro ridotte dimensioni. Sono state riportate rilevazioni statistiche da parte del Telescopio spaziale Hubble di nuclei cometari non attivi nella fascia di Kuiper, sebbene le identificazioni siano state messe in discussione, e non abbiano ancora ricevuto delle conferme.

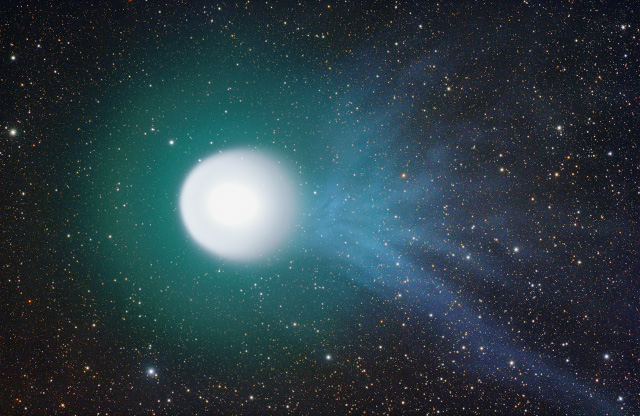
La Cometa Holmes nel 2007. Sulla destra nell'immagine è visibile la caratteristica coda ionica, di colore azzurro.

### Chioma e coda
Quando una cometa si avvicina al Sistema solare interno, il calore del Sole fa sublimare i suoi strati di ghiaccio più esterni. Le correnti di polvere e gas prodotte formano una grande, ma rarefatta atmosfera attorno al nucleo, chiamata "chioma", mentre la forza esercitata sulla chioma dalla pressione di radiazione del Sole, e soprattutto dal vento solare, conducono alla formazione di un'enorme "coda" che punta in direzione opposta al Sole.
Chioma e coda risplendono sia per riflessione diretta della luce incidente, sia in conseguenza della ionizzazione dei gas per effetto del vento solare. Sebbene la maggior parte delle comete sia troppo debole per essere osservata senza l'ausilio di un binocolo o di un telescopio, ogni decennio alcune diventano ben visibili a occhio nudo. Occasionalmente una cometa può sperimentare un'enorme e improvvisa esplosione di gas e polveri, indicata comunemente con il termine inglese "outburst". Nella fase espansiva seguente la chioma può raggiungere dimensioni ragguardevoli. Nel novembre del 2007 per la chioma della Cometa Holmes è stato stimato un diametro di 1,4 milioni di chilometri, pari a quello del Sole. Per un brevissimo periodo, la cometa ha posseduto l'atmosfera più estesa del Sistema solare.
Spesso polveri e gas formano due code distinte, che puntano in direzioni leggermente differenti: la polvere, più pesante, rimane indietro rispetto al nucleo e forma spesso una coda incurvata, che si mantiene sull'orbita della cometa; il gas, più sensibile al vento solare, forma una coda diritta, in direzione opposta al Sole, seguendo le linee del campo magnetico locale piuttosto che traiettorie orbitali. Viste prospettiche dalla Terra possono determinare configurazioni in cui le due code si sviluppano in direzioni opposte rispetto al nucleo; oppure in cui la coda di polveri, più estesa, appare a entrambi i lati di esso. In questo caso, si dice che la cometa possiede una coda e un'anti-coda. Un esempio recente ne è stata la Cometa Lulin.
Mentre il nucleo è generalmente inferiore ai 50 km di diametro, la chioma può superare le dimensioni del Sole e sono state osservate code ioniche di estensione superiore a 1 UA (150 milioni di chilometri). È stato proprio grazie all'osservazione della coda di una cometa, disposta in direzione opposta al Sole, che Ludwig Biermann ha contribuito significativamente alla scoperta del vento solare. Sono comunque estremamente tenui, tanto che è possibile vedere le stelle attraverso di esse.
La coda ionica si forma per effetto fotoelettrico, come risultato dell'azione della radiazione solare ultravioletta incidente sulla chioma. La radiazione incidente è sufficientemente energetica da superare l'energia di ionizzazione richiesta dalle particelle degli strati superiori della chioma, che vengono trasformate così in ioni. Il processo conduce alla formazione di una nuvola di particelle cariche positivamente intorno alla cometa che determina la formazione di una "magnetosfera indotta", che costituisce un ostacolo per il moto del vento solare. Poiché inoltre la velocità relativa tra il vento solare e la cometa è supersonica, a monte della cometa e nella direzione di flusso del vento solare si forma un bow shock, nel quale si raggruppa un'elevata concentrazione degli ioni cometari (chiamati "pick up ions"). Il vento solare ne risulta arricchito di plasma in modo che le linee di campo "drappeggiano" attorno alla cometa formando la coda ionica.

La Cometa Encke perde la sua coda.

Se l'intensità del vento solare aumenta a un livello sufficiente, le linee del campo magnetico a esso associato si stringono attorno alla cometa e a una certa distanza lungo la coda, oltrepassata la chioma, si verifica la riconnessione magnetica. Ciò conduce a un "evento di disconnessione della coda": la coda perde la propria continuità (si "spezza") e la porzione oltre la disconnessione si disperde nello spazio. Sono state osservate diverse occorrenze di tali eventi. Degna di nota è la disconnessione della coda della Cometa Encke avvenuta il 20 aprile del 2007, quando la cometa è stata investita da un'espulsione di massa coronale. L'osservatorio orbitante solare STEREO-A registrò alcune immagini dell'evento, che, montate a costituire una sequenza, sono visibili qui a lato.
L'osservazione della Cometa Hyakutake nel 1996 ha condotto alla scoperta che le comete emettono raggi X. La scoperta destò sorpresa tra gli astronomi, che non avevano previsto che le comete potessero emetterne. Si ritiene che i raggi X siano prodotti dall'interazione tra le comete e il vento solare: quando ioni con carica elevata attraversano un'atmosfera cometaria, collidono con gli atomi e le molecole che la compongono. Nella collisione, gli ioni catturano uno o più elettroni emettendo nello stesso tempo raggi X e fotoni nel lontano ultravioletto.

## Caratteristiche orbitali

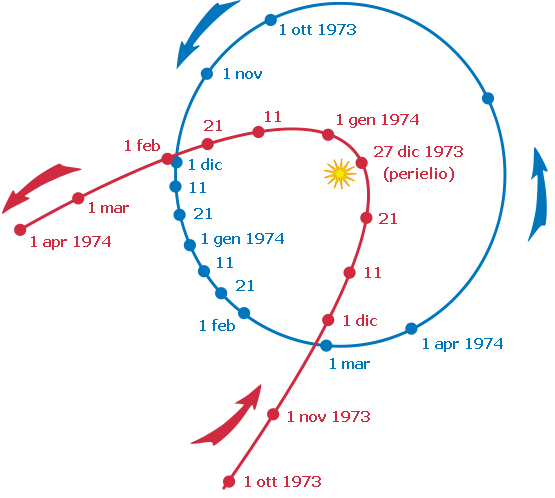
Orbite della Cometa Kohoutek (in rosso) e della Terra (in blu). Per evidenziare la rapidità del moto della cometa sono indicate alcune posizioni assunte dai due corpi nel periodo tra il 1º ottobre 1973 e il 1º aprile 1974. Si notino anche le differenti eccentricità delle due orbite.

La maggior parte delle comete segue orbite ellittiche molto allungate che le portano ad avvicinarsi al Sole per brevi periodi e a permanere nelle zone più lontane del Sistema solare per la restante parte.
Le comete sono usualmente classificate in base alla lunghezza del loro periodo orbitale.
- Sono definite comete di corto periodo quelle che hanno un periodo orbitale inferiore a 200 anni. La maggior parte di esse percorre orbite che giacciono in prossimità del piano dell'eclittica, con lo stesso verso di percorrenza dei pianeti. Tali orbite sono generalmente caratterizzate da un afelio posto nella regione dei pianeti esterni (dall'orbita di Giove in poi). Per esempio, l'afelio dell'orbita della Cometa di Halley si trova poco oltre l'orbita di Nettuno. All'estremo opposto, la Cometa Encke percorre un'orbita che non la porta mai a oltrepassare quella di Giove. Le comete periodiche sono a loro volta suddivise nella famiglia cometaria di Giove (comete con periodo inferiore ai 20 anni) e nella famiglia cometaria di Halley (comete con periodo compreso tra i 20 e i 200 anni).
- Le comete di lungo periodo percorrono orbite con elevate eccentricità e con periodi compresi tra 200 e migliaia o anche milioni di anni. (Comunque, per definizione, rimangono gravitazionalmente legate al Sole; non è possibile parlare propriamente di periodo, infatti, in riferimento a quelle comete che sono espulse dal Sistema solare in seguito all'incontro ravvicinato con un pianeta). Le loro orbite sono caratterizzate da afelii posti molto oltre la regione dei pianeti esterni e i piani orbitali presentano una grande varietà di inclinazioni rispetto al piano dell'eclittica.
- Le comete extrasolari (in inglese Single-apparition comets o "comete da una singola apparizione") percorrono orbite paraboliche o iperboliche che le portano a uscire permanentemente dal Sistema solare dopo esser passate una volta in prossimità del Sole.[20]
- Alcune fonti utilizzano la locuzione cometa periodica per riferirsi a ogni cometa che percorra un'orbita chiusa (cioè, tutte le comete di corto periodo e quelle di lungo periodo),[21] mentre altre la utilizzano esclusivamente per le comete di corto periodo.[20] Similmente, sebbene il significato letterale di "cometa non periodica" sia lo stesso di "cometa da una singola apparizione", alcuni lo utilizzano per riferirsi a tutte le comete che non sono "periodiche" nella seconda accezione del termine (cioè, includendo tutte le comete con un periodo superiore a 200 anni).
- Comete recentemente scoperte nella fascia principale degli asteroidi (cioè corpi appartenenti alla fascia principale che manifestano attività cometaria durante una parte della loro orbita) percorrono orbite semi-circolari e sono state classificate a loro stanti.[22][23]
- Esistono infine le comete radenti (in inglese sun-grazing, ovvero "che sfiorano il Sole"), dal perielio così vicino al Sole che ne sfiorano letteralmente la superficie. Esse hanno breve vita, perché l'intensa radiazione solare le fa evaporare in pochissimo tempo. Sono, inoltre, difficili da osservare, a causa dell'intensa luce solare molto vicina: per osservarle occorre usare strumenti speciali come un coronografo, usare un filtro a banda molto stretta, osservarle durante un'eclissi totale di Sole, o tramite un satellite.

Da considerazioni sulle caratteristiche orbitali, si ritiene che le comete di corto periodo (decine o centinaia di anni) provengano dalla fascia di Kuiper o dal disco diffuso - un disco di oggetti nella regione transnettuniana - mentre si ritiene che il serbatoio delle comete a lungo periodo sia la ben più distante nube di Oort (una distribuzione sferica di oggetti che costituisce il confine del Sistema solare, la cui esistenza è stata ipotizzata dall'astronomo olandese Jan Oort). È stato ipotizzato che in tali regioni distanti, un gran numero di comete orbiti intorno al Sole su orbite quasi circolari. Occasionalmente l'influenza gravitazionale dei pianeti esterni (nel caso degli oggetti presenti nella fascia di Kuiper) o delle stelle vicine (nel caso di quelli presenti nella nube di Oort) sposta uno di questi oggetti su un'orbita altamente ellittica che lo porta a tuffarsi verso le regioni interne del Sistema solare, dove appare come una vistosa cometa. Altre teorie ipotizzate nel passato prevedevano l'esistenza di una compagna sconosciuta del Sole chiamata Nemesi, o un ipotetico Pianeta X. A differenza del ritorno delle comete periodiche le cui orbite sono state determinate durante i transiti precedenti, non è predicibile la comparsa di una nuova cometa tramite questo meccanismo.
Poiché le orbite percorse portano le comete in prossimità dei giganti gassosi, esse sono soggette a ulteriori perturbazioni gravitazionali. Le comete di corto periodo mostrano la tendenza di regolarizzare il proprio afelio e portarlo a coincidere con il raggio orbitale di uno dei pianeti giganti; un chiaro esempio di questo fenomeno è l'esistenza della famiglia cometaria di Giove. È chiaro inoltre che anche le orbite delle comete provenienti dalla nube di Oort possono essere fortemente alterate dall'incontro con un gigante gassoso. Giove è la principale fonte di perturbazioni, possedendo una massa quasi doppia rispetto a tutti gli altri pianeti messi assieme, oltre al fatto che è anche il pianeta gigante che completa la propria orbita più rapidamente. Queste perturbazioni possono trasferire a volte comete di lungo periodo su orbite con periodi orbitali più brevi (la Cometa di Halley ne è un esempio).
È interessante osservare che l'orbita che viene determinata per una cometa è un'orbita osculatrice, che non tiene conto delle perturbazioni gravitazionali e non a cui può essere soggetta la cometa. Un esempio ne è il fatto che le orbite delle comete di corto periodo rivelano piccole variazioni dei parametri orbitali a ogni transito. Ancora più significativo è quanto accade per le comete di lungo periodo. Per molte di esse viene calcolata un'orbita parabolica o iperbolica considerando la massa del Sole concentrata nel suo centro; se però l'orbita viene calcolata quando la cometa è oltre l'orbita di Nettuno e assegnando all'attrattore principale la massa presente nelle regioni più interne del Sistema solare concentrata nel centro di massa del Sistema solare (prevalentemente del sistema composto dal Sole e da Giove), allora la stessa orbita risulta ellittica. La maggior parte della comete paraboliche e iperboliche appartiene quindi al Sistema solare. Una cometa proveniente dallo spazio interstellare dovrebbe invece essere identificabile da un valore dell'energia orbitale specifica nettamente positivo, corrispondente a una velocità di attraversamento del Sistema solare interno di poche decine di km/s. Una stima approssimativa del numero di tali comete potrebbe essere di quattro per secolo.
Alcune comete periodiche scoperte nel secolo scorso sono "perdute". Per alcune di esse, le osservazioni non permisero di determinare un'orbita con la precisione necessaria a predirne il ritorno. Di altre, invece, è stata osservata la frantumazione del nucleo. Quello che può essere stato il loro destino sarà descritto in una sezione successiva. Tuttavia, occasionalmente una "nuova" cometa scoperta presenta parametri orbitali compatibili con una cometa perduta. Esempi ne sono le comete 11P/Tempel-Swift-LINEAR, scoperta nel 1869, perduta dopo il 1908 in seguito a un incontro ravvicinato con Giove e riscoperta nel 2001 nell'ambito del programma automatizzato per la ricerca di asteroidi LINEAR del Lincoln Laboratory, e la 206P/Barnard-Boattini, scoperta nel 1892 grazie all'utilizzo della fotografia, perduta per più di un secolo e riscoperta nel 2008 dall'astronomo italiano Andrea Boattini.

## Morte delle comete

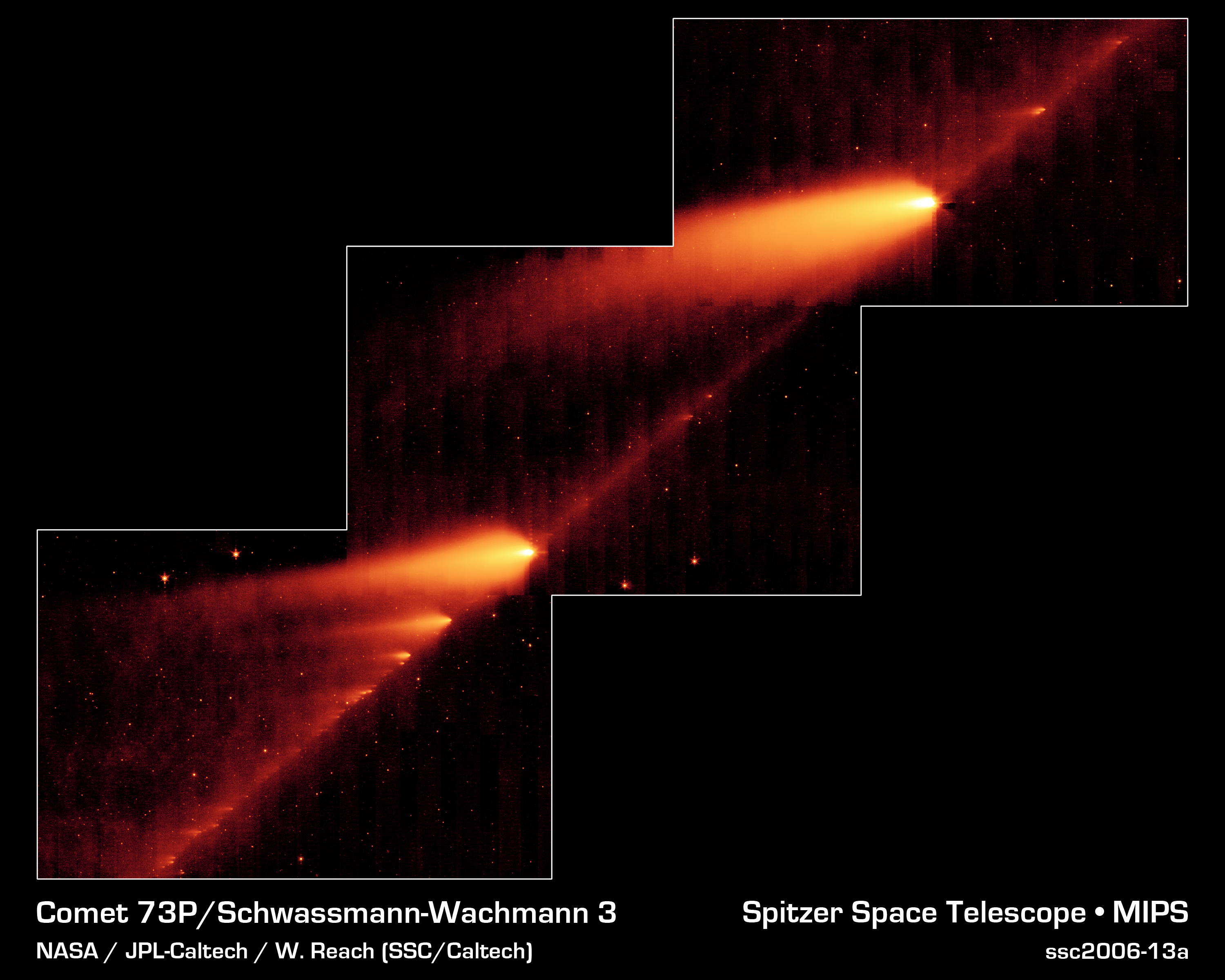
Immagine della cometa Schwassmann-Wachmann 3 raccolta dal Telescopio spaziale Spitzer tra il 4 e il 6 maggio 2006

Le comete hanno vita relativamente breve. I ripetuti passaggi vicino al Sole le spogliano progressivamente degli elementi volatili, fino a che la coda non si può più formare, e rimane solo il materiale roccioso. Se questo non è abbastanza legato, la cometa può semplicemente svanire in una nuvola di polveri. Se invece il nucleo roccioso è consistente, la cometa è adesso diventata un asteroide inerte, che non subirà più cambiamenti.
La frammentazione delle comete può essere attribuita essenzialmente a tre effetti: all'urto con un meteorite, a effetti mareali di un corpo maggiore, quale conseguenza dello shock termico derivante da un repentino riscaldamento del nucleo cometario. Spesso episodi di frantumazione seguono fasi di intensa attività della cometa, indicate col termine inglese "outburst". La frammentazione può comportare un aumento della superficie esposta al Sole e può risolversi in un rapido processo di disgregazione della cometa. L'osservazione della frammentazione del nucleo della cometa periodica Schwassmann-Wachmann 3 ha permesso di raccogliere nuovi dati su questo fenomeno.
Alcune comete possono subire una fine più violenta: cadere nel Sole oppure entrare in collisione con un pianeta, durante le loro innumerevoli orbite che percorrono il Sistema solare in lungo e in largo. Le collisioni tra pianeti e comete sono piuttosto frequenti su scala astronomica: la Terra incontrò una piccola cometa nel 1908, che esplose nella taiga siberiana causando l'evento di Tunguska, che rase al suolo migliaia di chilometri quadrati di foresta. Nel 1910 la Terra passò attraverso la coda della Cometa di Halley, ma le code sono talmente immateriali che il nostro pianeta non subì il minimo effetto.

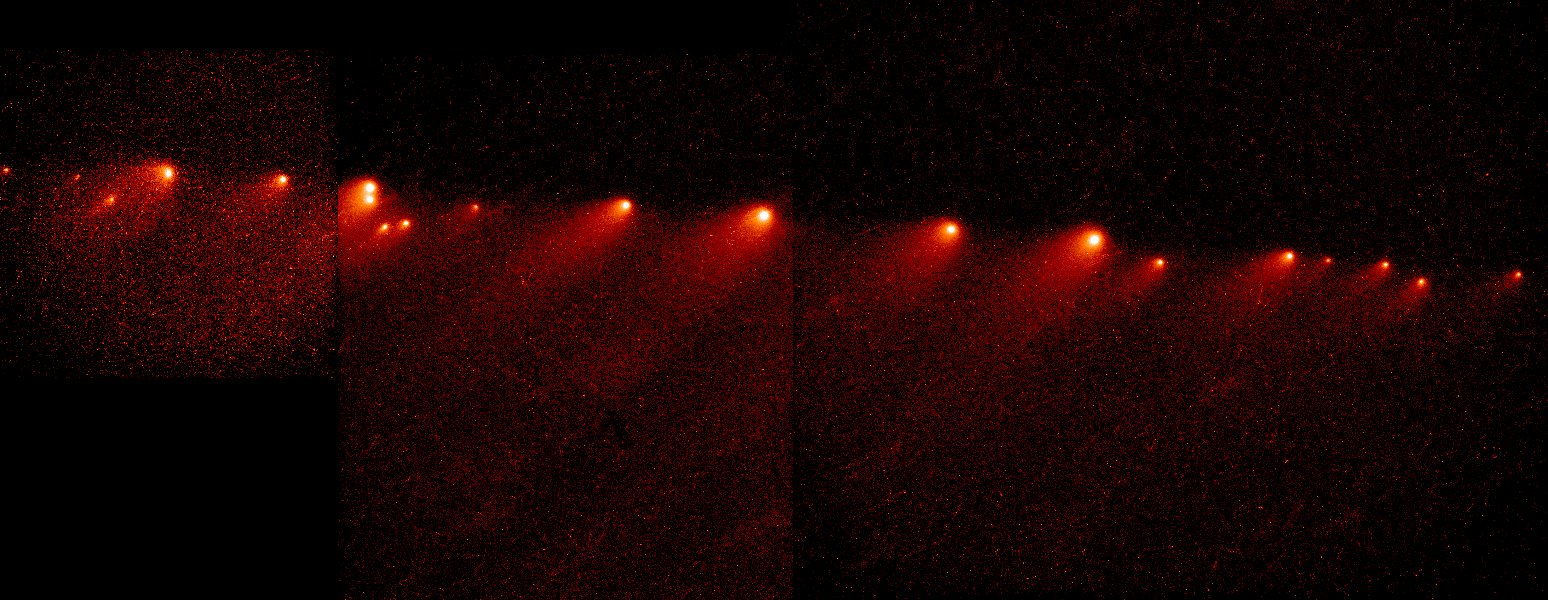
I frammenti della cometa Shoemaker-Levy 9

Tra la seconda metà degli anni sessanta e i primi anni settanta la cometa Shoemaker-Levy 9 passò troppo vicino a Giove e rimase catturata dalla gravità del pianeta. Le forze di marea causate dalla gravità spezzarono il nucleo in una decina di pezzi, i quali poi bombardarono il pianeta nel 1994 offrendo viste spettacolari ai telescopi di mezzo mondo, da tempo in allerta per seguire l'evento. Divenne immediatamente chiaro il significato di strane formazioni che si trovano sulla Luna e su altri corpi rocciosi del Sistema solare: catene di piccoli crateri, posti in linea retta uno dopo l'altro. È evidente che una cometa passò troppo vicino al nostro pianeta, ne rimase spezzata, e andò a finire contro la Luna causando la catena di crateri.
La collisione di una grossa cometa con la Terra sarebbe un disastro immane se avvenisse vicino a una grande città, perché causerebbe sicuramente migliaia, se non milioni di morti. Fortunatamente, seppur frequenti su scala astronomica, tali eventi sono molto rari su scala umana, e i luoghi densamente abitati della Terra sono ancora molto pochi rispetto alle vaste aree disabitate o coperte dai mari.

## Origine degli sciami meteorici
Il nucleo di ogni cometa perde continuamente materia, che va a formare la coda. La parte più pesante di questo materiale non è spinta via dal vento solare, ma resta su un'orbita simile a quella originaria. Col tempo, l'orbita descritta dalla cometa si riempie di sciami di particelle piccolissime, ma molto numerose, e raggruppate in nubi che hanno origine in corrispondenza di un periodo di attività del nucleo. Quando la Terra incrocia l'orbita di una cometa in corrispondenza di una nube, il risultato è uno sciame di stelle cadenti, come le famose "lacrime di San Lorenzo" (10 agosto), o numerosi sciami più piccoli e meno conosciuti.
A volte le nubi sono densissime: la Terra incrocia, ogni 33 anni, la parte più densa della nube delle Leonidi, derivanti dalla cometa 55P/Tempel-Tuttle. Nel 1833 e nel 1966 le Leonidi diedero luogo a "piogge", con conteggi superiori alle dieci meteore al secondo, gli sciami del 1899 e del 1933 non sono stati altrettanto prolifici.

## Denominazione
Negli ultimi due secoli, sono state adottate diverse convenzioni tra loro differenti per la nomenclatura delle comete. Prima che fosse adottata la prima di esse, le comete venivano identificate con una grande varietà di nominativi. Precedentemente ai primi anni del XX secolo, ci si riferiva alla maggior parte delle comete con l'anno in cui erano apparse, a volte con aggettivi addizionali per le comete particolarmente brillanti; ad esempio, la "Grande Cometa del 1680" (o Cometa di Kirch), la "Grande Cometa del settembre del 1882", e la "Cometa Daylight del 1910" ("Grande Cometa Diurna del 1910") - a indicare che la cometa era stata visibile anche di giorno. Dopo che Edmund Halley ebbe dimostrato che le comete del 1531, 1607 e 1682 erano lo stesso oggetto celeste e ne predisse correttamente il ritorno nel 1759, quella cometa divenne nota come la Cometa di Halley. Similmente, la seconda e la terza cometa periodica conosciuta, la Cometa Encke e la Cometa Biela, furono nominate dal cognome degli astronomi che ne calcolarono l'orbita, piuttosto che da quello dei loro scopritori. Successivamente, le comete periodiche saranno nominate abitualmente dal nome degli scopritori, ma si continuerà a riferirsi soltanto con l'anno alle comete che appaiono solo una volta.
In particolare, divenne usanza comune nominare le comete dagli scopritori nei primi anni del XX secolo e questa convenzione è adottata anche oggi. Una cometa può essere nominata dal nome di non più di tre scopritori. In anni recenti, molte comete sono state scoperte da strumenti manovrati da un consistente numero di astronomi e in questi casi le comete possono essere nominate dalla denominazione dello strumento. Per esempio, la Cometa IRAS-Araki-Alcock fu scoperta indipendentemente dal satellite IRAS e dagli astronomi amatoriali Genichi Araki e George Alcock. Nel passato, quando più comete venivano scoperte dallo stesso individuo, o gruppo di individui o squadra di ricerca, le comete venivano distinte aggiungendo un numero al nome dello scopritore (ma solo per le comete periodiche), ad esempio le Comete Shoemaker-Levy 1-9. Oggi che la maggior parte delle comete viene scoperta da alcuni strumenti (nel dicembre del 2010, il telescopio orbitante solare SOHO ha scoperto la sua duemillesima cometa) questo sistema è divenuto poco pratico e non è fatto alcun tentativo per assicurare a ogni cometa un nome univoco, composto dalla denominazione dello strumento e dal numero. Invece, è stata adottata una designazione sistematica delle comete per evitare confusione.
Fino al 1994 alle comete era assegnata una designazione provvisoria composta dall'anno della scoperta seguito da una lettera minuscola a indicare l'ordine di scoperta nell'anno (per esempio, la Cometa 1969i (Bennett) è stata la 9ª cometa scoperta nel 1969). Una volta che era stato osservato il passaggio al perielio della cometa e ne era stata calcolata l'orbita con una buona approssimazione, alla cometa veniva assegnata una designazione permanente composta dall'anno del passaggio al perielio e da un numero romano indicante l'ordine di passaggio al perielio nell'anno. Così la Cometa 1969i è diventata la Cometa 1970 II (la seconda cometa a esser passata al perielio nel 1970).
Aumentando il numero delle comete scoperte, questa procedura divenne scomoda e nel 1994 l'Unione Astronomica Internazionale ha adottato una nuova nomenclatura. Adesso, al momento della loro scoperta le comete ricevono una sigla composta da "C/", dall'anno della scoperta, da una lettera maiuscola dell'alfabeto e un numero; la lettera indica in quale mese e parte del mese (prima o seconda metà) è stata scoperta, il numero indica l'ordine progressivo di annuncio della scoperta, durante ogni periodo di mezzo mese; a questa sigla segue il nome dello scopritore. Possono essere attribuiti fino a tre nomi o, se il caso, il nome del programma o del satellite che ha effettuato la scoperta. Negli ultimi anni si è assistito alla scoperta della natura cometaria di numerosi oggetti ritenuti inizialmente di natura asteroidale. Se tale scoperta avviene entro breve tempo dall'individuazione dell'oggetto, viene aggiunta alla sigla asteroidale la parte iniziale della sigla attribuita alle comete periodiche (P/); se invece si tratta di asteroidi scoperti e osservati da anni, all'oggetto viene assegnata una seconda denominazione cometaria e mantiene anche quella asteroidale.
Nella nomenclatura astronomica per le comete, la lettera che precede l'anno indica la natura della cometa e può essere:
- P/ indica una cometa periodica (definita a tale scopo come avente un periodo orbitale inferiore ai 200 anni o di cui sono stati osservati almeno due passaggi al perielio);
- C/ indica una cometa non periodica (definita come ogni cometa che non è periodica in accordo alla definizione precedente);
- D/ indica una cometa disintegrata o "persa";
- X/ indica una cometa per cui non è stata calcolata un'orbita precisa (solitamente sono le comete storiche);
- A/ indica un oggetto identificato erroneamente come cometa ma che è in realtà un asteroide.

Quando viene osservato un secondo passaggio al perielio di una cometa identificata come periodica, a essa viene assegnata una nuova denominazione composta da una P/, seguita da un numero progressivo dell'annuncio e dal nome degli scopritori secondo le regole precedentemente indicate. Così la Cometa di Halley, la prima cometa a essere stata individuata come periodica, presenta anche la designazione 1P/1682 Q1. Una cometa non periodica come la Cometa Hale-Bopp ha ricevuto la denominazione C/1995 O1. Le comete mantengono la denominazione asteroidale se l'hanno ricevuta prima che fosse identificata la loro natura cometaria, un esempio ne è la cometa P/2005 YQ127 (LINEAR).
Ci sono solo cinque oggetti catalogati sia come asteroidi sia come comete ed essi sono: 2060 Chiron (95P/Chiron), 4015 Wilson-Harrington (107P/Wilson-Harrington), 7968 Elst-Pizarro (133P/Elst-Pizarro), 60558 Echeclus (174P/Echeclus) e 118401 LINEAR (176P/LINEAR (LINEAR 52)).

## Storia dello studio delle comete

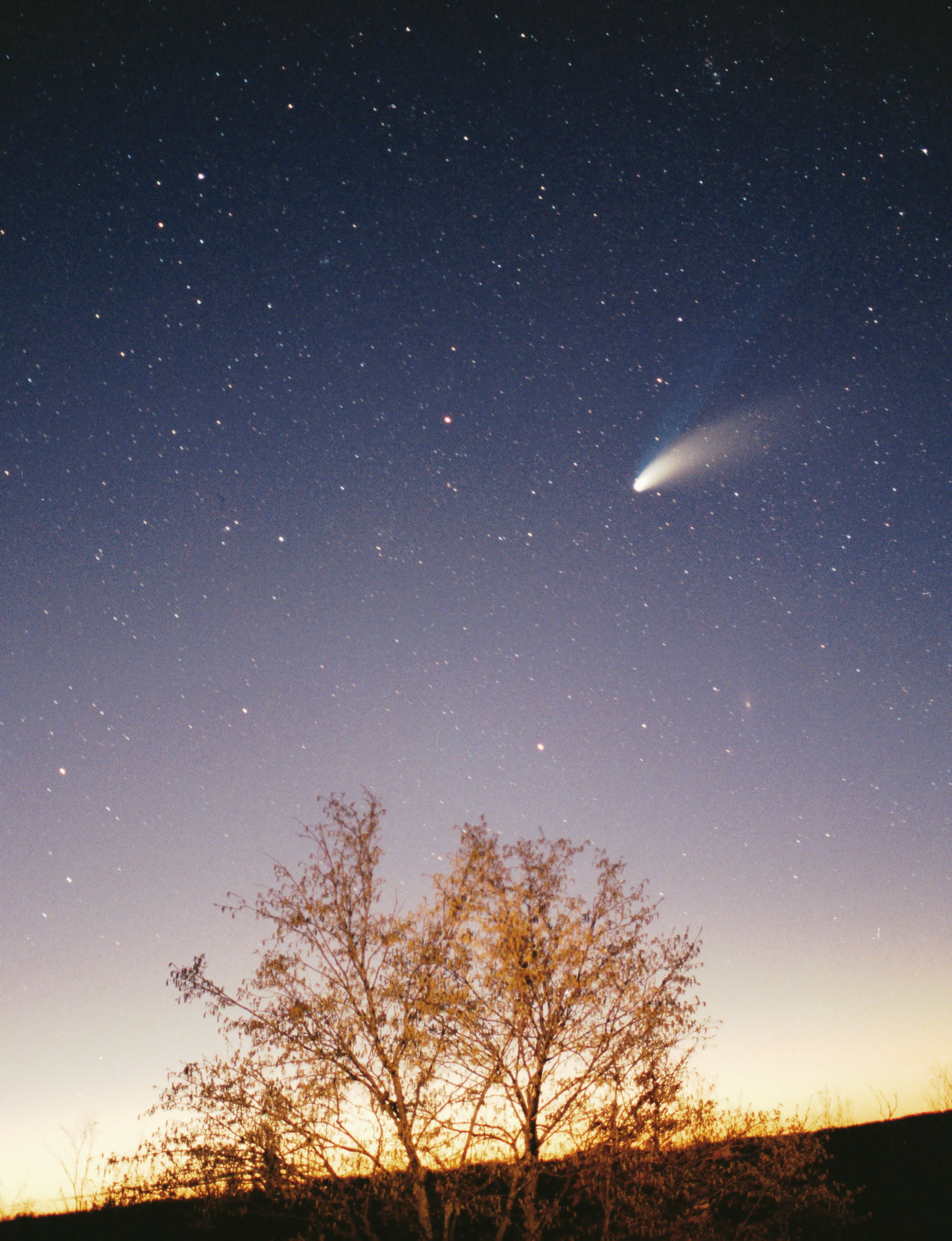
Cometa C/1995 O1 Hale-Bopp. Si notino le due code: quella blu è di ioni, l'altra di polveri.

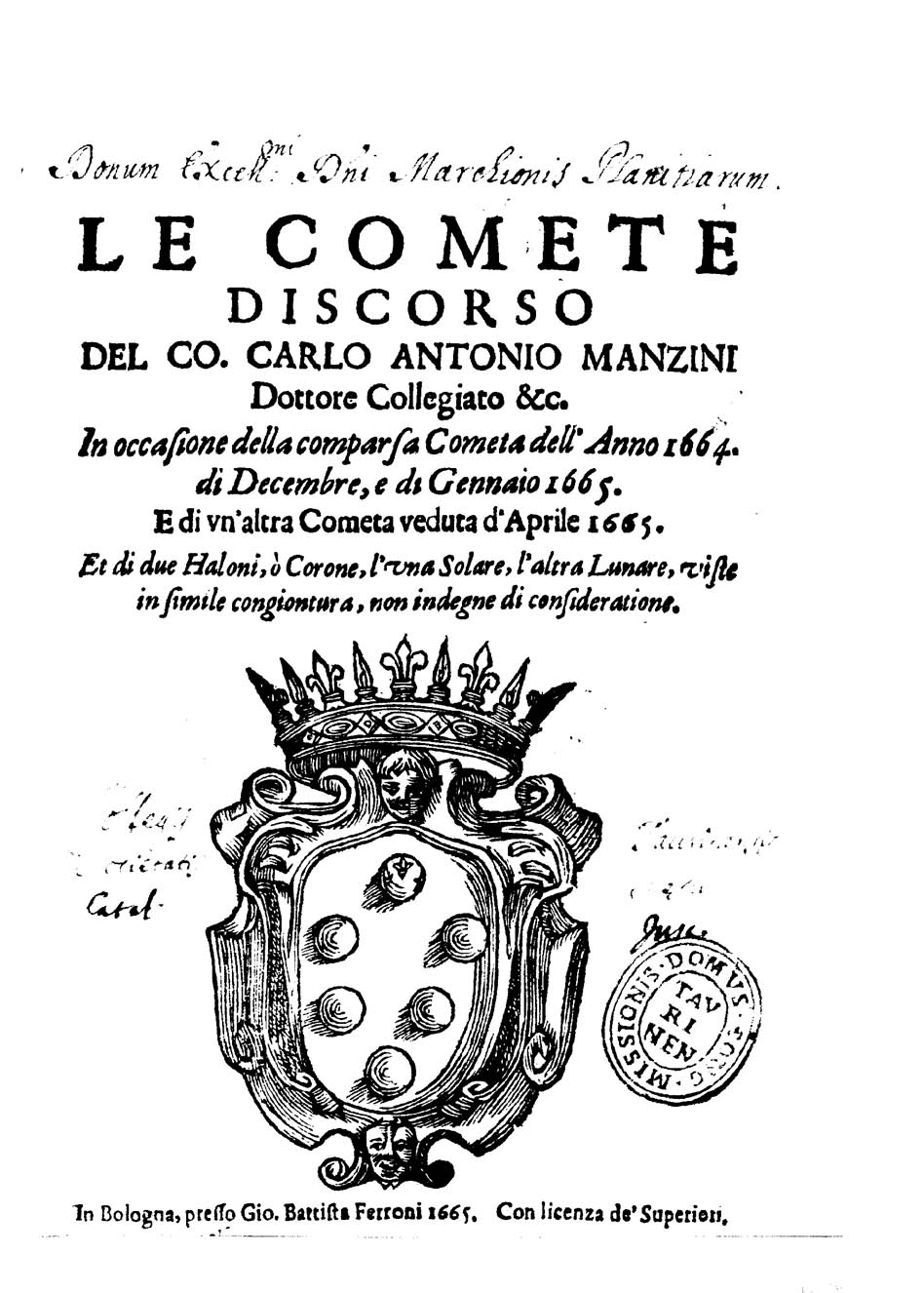
Le comete del 1665 di Carlo Antonio Manzini, uno dei numerosi trattati che gli astronomi europei dedicarono ai passaggi cometari del 1664 e 1665.

Da fonti antiche, come gli ossi oracolari cinesi, risulta che le comete erano note agli uomini da millenni. Fino al XVI secolo erano per lo più interpretate come presagi di morte di re o potenti, o annunci di catastrofi o punizioni celesti contro gli uomini.
La questione di cosa fossero le comete, se fenomeni atmosferici od oggetti interplanetari, rimase a lungo irrisolta. Gli astronomi si limitavano a registrare la loro apparizione, ma i tentativi di spiegazione erano pure speculazioni. La svolta cominciò nel XVI secolo. In quegli anni, Tycho Brahe e Michael Maestlin misurando la parallasse della Grande Cometa del 1577 dimostrarono che doveva trovarsi oltre l'orbita della Luna, e quindi ben al di fuori dell'atmosfera terrestre. Nei limiti della precisione delle loro misurazioni, questo implicava che la cometa era almeno quattro più distante dalla Terra della Luna. Nel 1664, Giovanni Borelli registrò la latitudine e la longitudine delle comete che aveva osservato e suggerì che le orbite cometarie dovevano essere paraboliche.
L'apparizione di tre comete nel 1618 portò a una disputa fra Orazio Grassi e Galileo Galilei; per Grassi le comete erano oggetti orbitanti tra la Luna e il Sole, mentre per Galilei le comete erano addensamenti di vapori terrestri.
Nel XVII secolo, Edmond Halley usò la teoria della gravitazione, da poco formulata da Isaac Newton, per calcolare l'orbita di alcune comete. Trovò che una di queste tornava periodicamente vicino al Sole ogni 76 o 77 anni. Quando questa predizione fu confermata (Halley era già morto), divenne famosa come la Cometa di Halley, e si trovò che era stata osservata ogni 76 anni fin dal 66.
La seconda cometa riconosciuta come periodica fu la Cometa di Encke, nel 1821. Come la Halley, fu chiamata col nome di chi ne calcolò l'orbita, il matematico e fisico tedesco Johann Franz Encke (oggi le comete vengono in genere chiamate col nome dello scopritore).
La cometa di Encke ha il periodo più breve conosciuto, che equivale a 1206 giorni (3,3 anni), e grazie a questo è anche la cometa della quale si registrano più apparizioni. È anche la prima cometa per la quale si notò che l'orbita era influenzata da forze non gravitazionali (vedi più sotto). Anche se adesso è troppo debole per essere osservata a occhio nudo, dev'essere stata molto luminosa qualche migliaio di anni fa, quando la sua superficie non era ancora evaporata. La sua prima apparizione registrata risale tuttavia al 1786. Il periodo più lungo, invece, appartiene alla cometa di Delevan, individuata nel 1914, per la quale non è stata determinata con precisione l'orbita: un calcolo approssimativo prevede il suo ritorno fra circa 749 milioni di anni.
La vera natura delle comete rimase incerta per altri secoli. All'inizio del XIX secolo un altro matematico tedesco, Friedrich Wilhelm Bessel, era sulla strada giusta. Creò una teoria secondo la quale la luminosità di una cometa proveniva dall'evaporazione di un oggetto solido, e che le forze non gravitazionali agenti sulla cometa di Encke fossero il risultato della spinta causata dai jet di materia in evaporazione. Le sue idee furono dimenticate per più di 100 anni fino a quando Fred Lawrence Whipple, all'oscuro del lavoro di Bessel, propose la stessa teoria nel 1950.
Divenne presto il modello accettato di cometa e fu in seguito confermato dalla flotta di sonde (incluse la sonda Giotto dell'ESA e le sonde Vega 1 e Vega 2 dell'Unione Sovietica) che andò incontro alla Cometa di Halley nel 1986, per fotografarne il nucleo e osservare i jet di materiale in evaporazione.
La sonda americana Deep Space 1 passò accanto alla Cometa 19P/Borrelly nel 2001 e confermò che le caratteristiche della Cometa di Halley erano simili a quelle di altre comete.
La missione Stardust è stata lanciata nel gennaio 1999, e ha incontrato la cometa Wild 2 nel gennaio 2004. Ha raccolto del materiale che è rientrato sulla Terra nel 2006.
La missione Deep Impact è stata lanciata nel febbraio 2005, e ha colpito con un proiettile la cometa Tempel 1 il 4 luglio 2005 (alle 5:52 UTC).
Il 12 novembre 2014 alle ore 17.02 il lander Philae ha completato con successo l'atterraggio sulla superficie della cometa 67P/Churyumov-Gerasimenko nell'ambito della missione Rosetta, progetto sviluppato dall'Agenzia Spaziale Europea nel 2004 per osservare i fenomeni che avvengono su una cometa nella fase di avvicinamento al perielio.

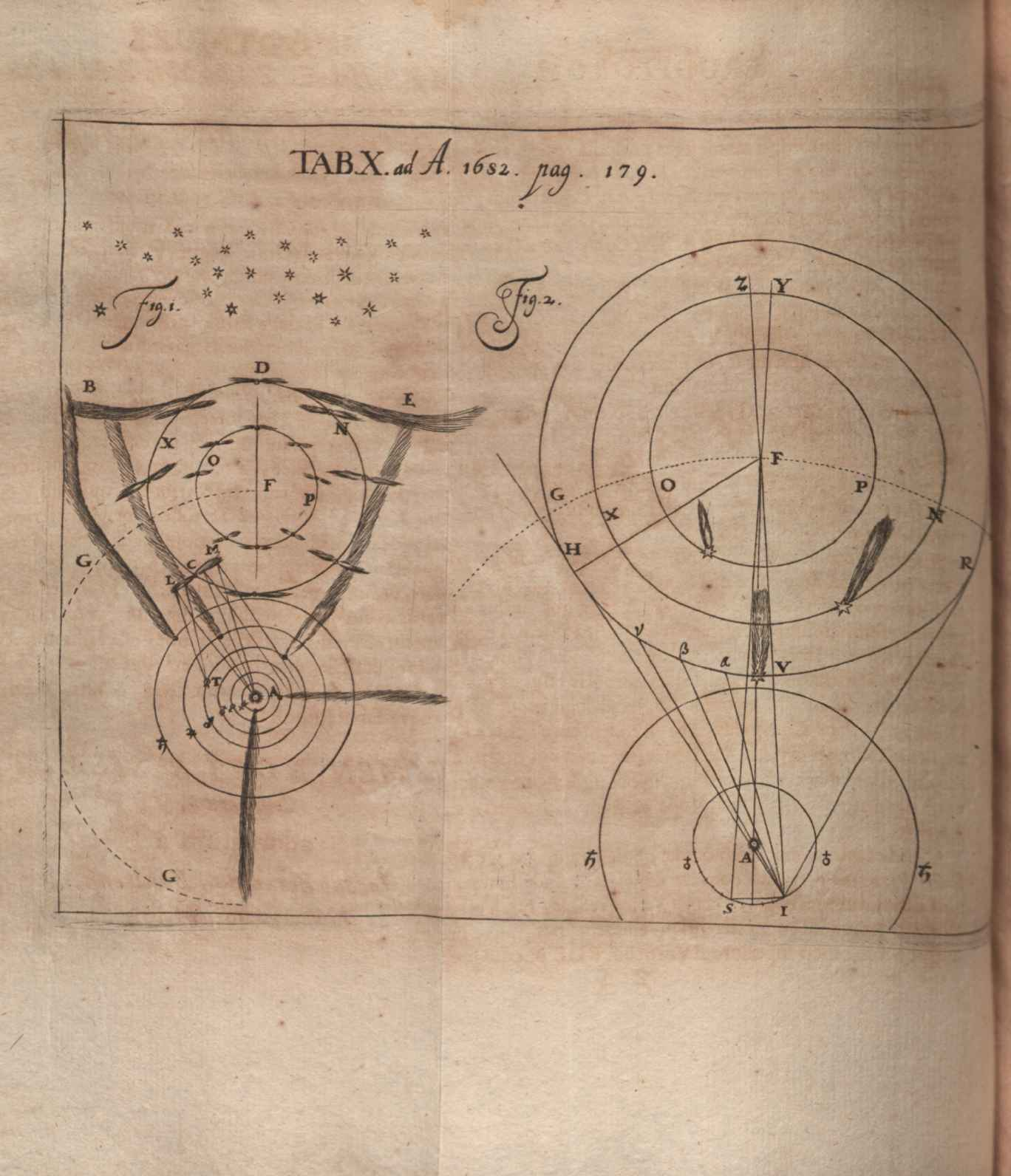
Illustrazione alla recensione dell'opera di Jakob Bernoulli Conamen novi systematis cometarum pubblicata sugli Acta Eruditorum del 1682

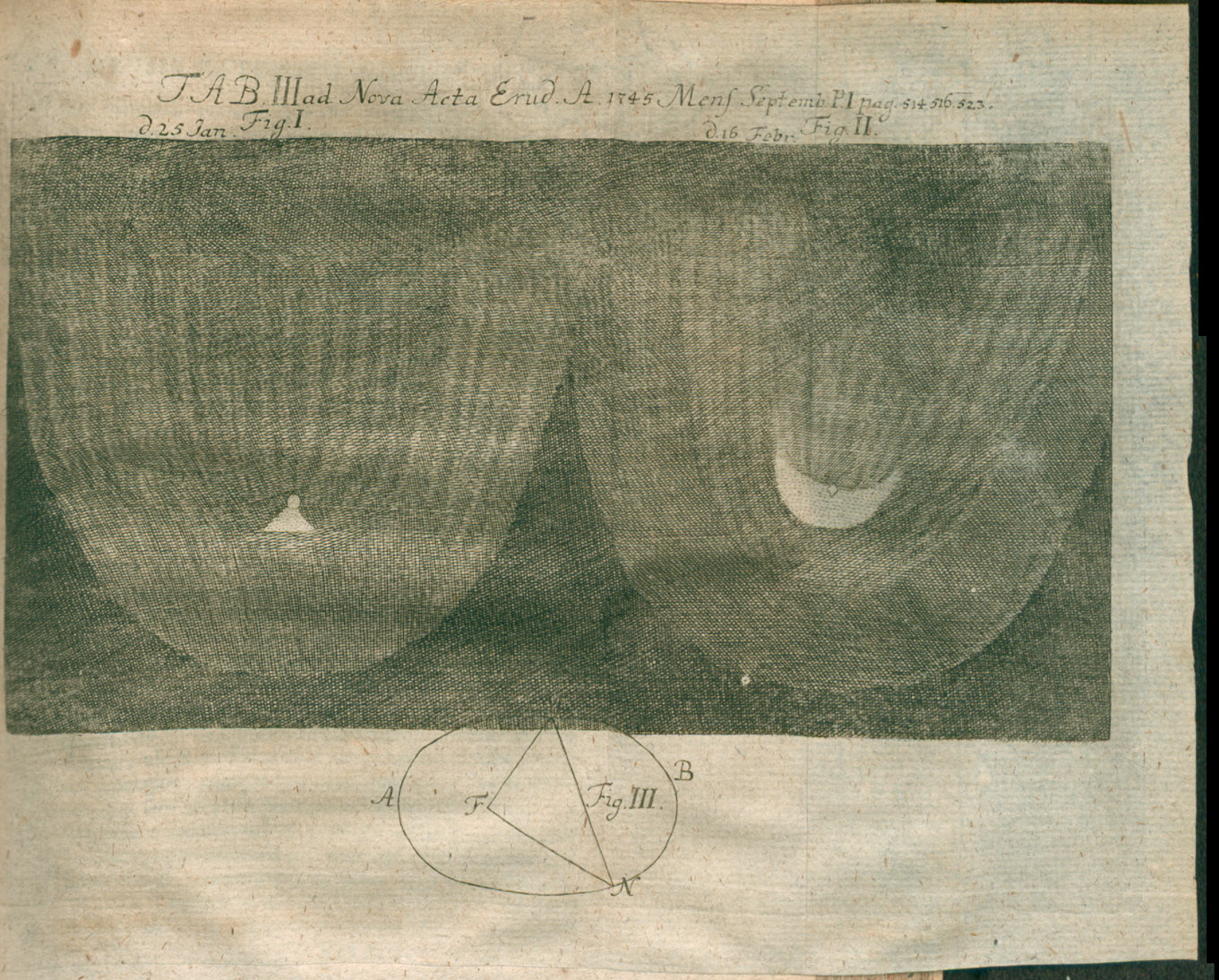
Illustrazione pubblicata sugli Acta Eruditorum del 1745 alla recensione de Descriptio Cometae ... anni 1744

## Portatrici di vita
Sette articoli pubblicati sulla rivista Science (Volume 314, Issue 5806, 2006) da un team di scienziati internazionali, tra i quali sette italiani, annunciano la scoperta nei grani di polvere della cometa Wild 2 di lunghe molecole organiche, di ammine precursori di quelle organiche, come il Dna. La sonda Stardust, dopo aver percorso 4,6 miliardi di chilometri in circa sette anni, ha catturato un centinaio di grani ognuno piccolo meno di un millimetro.
I grani sono stati catturati il 2 gennaio 2004 dalla coda della cometa Wild 2 con una speciale filtro in aerogel, una sostanza porosa dall'aspetto lattiginoso. Gli scienziati autori della scoperta, tra cui Alessandra Rotundi dell'Università Parthenope di Napoli, ritengono che questa scoperta sia la conferma della panspermia, la teoria secondo la quale molecole portate dalle comete siano alla base dell'origine della vita sulla Terra. È una teoria che nacque nei primi anni del Novecento e compatibile con le osservazioni fatte dalla sonda europea Giotto nel 1986 quando si avvicinò alla cometa di Halley.
A sostegno di questa ipotesi vengono citati anche i tempi rapidi con la quale sarebbe comparsa la vita sulla Terra. Secondo i cultori di questa teoria la situazione sulla Terra sarebbe mutata radicalmente in poche decine di milioni di anni e tempi così rapidi secondo loro si possono spiegare solo con l'ipotesi che a portare gli ingredienti fondamentali alla vita siano state le comete. Rimane il fatto che nella sezione dedicata alla cometa Wild 2 è riportato che non sono stati osservati carbonati e ciò suggerisce che la polvere della cometa Wild 2 non ha subito alterazione per mezzo di acqua liquida. Ciò rende inspiegabile la presenza di ammina.

## Nella storia dell'uomo
Tranne alcune eccezioni le comete erano interpretate dai diversi popoli dell'antichità, appartenenti alle più disparate culture, come portatrici di sventura.

La concezione che le comete fossero presagi nefasti continuò a essere fortemente presente nel medioevo; una testimonianza diretta di ciò la si può trovare nelle centurie di Nostradamus:
De gens et bestes vn horrible defaite,

Puis tout à coup la vengeance on verra,

D'individui ed animali una terribile strage,

Quando all'improvviso la vendetta di tutti constateranno,

Cento (guai), autorità, sete, carestia (si avrà) non appena la cometa apparirà.»
(Nostradamus, Century II Q 62)
L'esempio più rilevante avvenuto in epoca medievale fu il panico di massa del 1456 generato dalla transizione della cometa di Halley; evento che fu considerato dai popoli dell'epoca come apocalittico.
L'idea che le comete (in particolare quella di Halley) accompagnassero eventi malevoli continuò ad essere presente nella cultura di massa anche agli inizi del XX secolo.

## Elenco di comete famose
- Cometa 19P/Borrelly
- Cometa 2P/Encke
- Cometa Hyakutake
- Cometa Hale-Bopp
- Cometa di Halley
- Cometa Humason
- Cometa Ikeya-Seki
- Cometa 96P/Machholz
- Cometa McNaught (C/2006 P1)
- Cometa Shoemaker-Levy 9
- Cometa Kohoutek
- Cometa 9P/Tempel
- Cometa ISON
- Cometa 67P/Churyumov-Gerasimenko
- Cometa C/2020 F3 (NEOWISE)